# La fantastica Mimì/Ultralion
La fantastica Mimì/Ultralion è un singolo split di Georgia Lepore e del gruppo Happy Gang pubblicato nel 1983.

## Tracce
1. Georgia Lepore – La fantastica Mimì – 3:27 (Fabio Massimo Cantini, Carla Vistarini e Luigi Lopez)
2. Happy Gang – Ultralion – 3:37 (Aldo Tamborelli, Mauro Goldsand e Lucio Macchiarella)

## Descrizione
La fantastica Mimì è un brano musicale impiegato come sigla dell'anime Mimì e la nazionale di pallavolo dal 27º al 104º episodio. Ultralion invece venne impiegato come sigla della serie televisiva omonima.